# Frederick Dobson Middleton

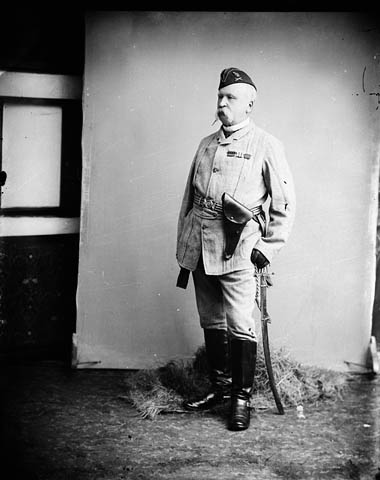
Frederick Dobson Middleton 1885

Sir Frederick Dobson Middleton (* 4. November 1825 in Belfast, Nordirland; † 25. Januar 1898 in London, England) war ein britischer General und diente an verschiedenen Einsatzorten des Britischen Weltreichs. Bekannt wurde er vor allem durch seine Rolle in der Nordwest-Rebellion in Kanada. Von 1884 bis 1890 war er Oberbefehlshaber der britischen Kolonialarmee in Kanada. Während der Nordwest-Rebellion 1885 erlitt er zunächst eine Niederlage bei der Schlacht von Fish Creek, konnte aber kurze Zeit später die zahlenmäßig mehr als eins zu zwei unterlegenen und wesentlich schlechter bewaffneten aufständischen Métis in der Schlacht von Batoche besiegen. Dafür wurde er am 25. August 1885 von Königin Victoria als Knight Commander des Order of St Michael and St George (KCMG) zum Ritter geschlagen. 1890 stolperte er über eine Affäre um während der Rebellion gestohlene Handelswaren eines Métis, quittierte seinen Dienst und kehrte nach England zurück. In London wurde er zum Hüter der Kronjuwelen ernannt und starb 1898 am gleichen Ort.